# Paolo Zellini
(Italo Calvino, Lezioni americane)
Paolo Zellini (Trieste, 23 marzo 1946) è un matematico e saggista italiano.

## Biografia
Si è laureato in Matematica all'Università di Roma. Ha svolto attività di ricerca a Roma, a Pisa e negli Stati Uniti. Ha insegnato nelle Università di Pisa, di Udine e  di Roma “Tor Vergata”, dove è attualmente professore emerito di Analisi numerica, materia su cui ha pubblicato diversi lavoriː i suoi contributi scientifici sono nel campo dell’algebra lineare numerica, della teoria delle matrici, della complessità degli algoritmi e dell’ottimizzazione numerica. Si è interessato inoltre del significato delle ricerche in questi settori nel quadro di una storia della matematica e, in generale, di una storia delle idee.
Nei suoi saggi si è dedicato ad una disamina dell'evoluzione del pensiero matematico attraverso il concetto di infinito e ad un approfondimento della nozione di numero in una prospettiva che abbraccia e mette in gioco tutta la storia del pensiero, non solo occidentale. In queste ricerche ha dichiarato esser stato ispirato dall'opera di Elémire Zolla.
Collabora con la pagina culturale di quotidiani nazionali ed è tra i fondatori di un centro interdipartimentale per lo studio delle forme del pensiero antico all’Università di Roma Tor Vergata.

## Opere
- (EN) On the Optimal Computation of a Set of Symmetric, Persymmetric Or Both Symmetric and Persymmetric Bilinear Forms, Pittsburgh, Dept. of Computer Science, Carnegie-Mellon University, 1976.
- (EN) Roberto Bevilacqua, Paolo Zellini, On the Multiplicative Complexity of Solving a General Band System of Equations, Pisa, Dipartimento di informatica, Università di Pisa, 1990.
- Roberto Bevilacqua, Luca Bergamaschi, Paolo Zellini, Symplectic Factorizations and Parallel Iterative Algorithms for Tridiagonal Systems of Equations, Pisa, Dipartimento di informatica, Università di Pisa, 1990.
- Roberto Bevilacqua, Paolo Zellini, Commutative (0,1) Matrices of Minimal Complexity, Pisa, Dipartimento di informatica, Università di Pisa, 1990.
- Roberto Bevilacqua, Paolo Zellini, Strutture e algoritmi veloci, Quaderno n.84, Le Scienze, 1995,  pp. 36-45.
- Breve storia dell'infinito, collana Saggi. Nuova Serie, 2ª ed., Milano, Adelphi, 1993  [1980], ISBN 88-459-0948-4., Premio Viareggio Opera Prima per la Saggistica[3]
  - (ES) Breve Historia del Infinito, Madrid, Siruela, 1991.
  - (EN) A Brief History of Infinity, London, Penguin Books, 2004.
  - (TR) Sonsuzun Kisa Tarihi, Dost, 2009.
  - (DE) Eine kurze Geschichte der Unendlichkeit, Verlag C.H. Beck, 2010.
- La ribellione del numero, Collana Saggi.Nuova serie, Milano, Adelphi, III ed. 1997  [1985], ISBN 88-459-1312-0.
  - (ES) La Rebelión del Número, Madrid, Sexto Piso, 2007.
- Gnomon. Una indagine sul numero, Collana Biblioteca Scientifica n.28, Milano, Adelphi, 1999, ISBN 88-459-1501-8.
- Carmine Di Fiore, Stefano Fanelli, Paolo Zellini, On the Best Least Squares Fit to a Matrix and its Applications, in Algebra and Algebraic Topology, Nova Publishers, 2007, ISBN 1-60021-187-9.
- Il logos della scienza, Parma, Università degli studi di Parma, Facoltà di architettura, 2007, ISBN 978-88-7847-129-0.
- Numero e logos, Collana Biblioteca Scientifica n.47, Milano, Adelphi, 2010, ISBN 978-88-459-2516-0.
  - (ES) Número y «logos», Barcelona, Acantilado, 2018.
- Paolo Zellini, Daniele Bertaccini, Carmine Di Fiore, Complessità e iterazione. Percorsi, matrici e algoritmi veloci nel calcolo numerico, Torino, Bollati Boringhieri, 2013, ISBN 978-88-339-5864-4.
- La matematica degli dèi e gli algoritmi degli uomini, collana Collana Piccola Biblioteca n.696, Milano, Adelphi, 2016, ISBN 978-88-459-3102-4.
- La dittatura del calcolo, collana Collana Piccola Biblioteca n.718, Milano, Adelphi, 2018, ISBN 978-88-4593-240-3.
- Discreto e continuo: storia di un errore, collana Coll. Biblioteca Scientifica n.67, Milano, Adelphi, 2022, ISBN 9788845936777.
- Il teorema di Pitagora, collana Coll. Piccola Biblioteca n.794, Milano, Adelphi, 2023, ISBN 9788845938092.